# Xanthandrus bucephalus
Xanthandrus bucephalus là một loài ruồi trong họ Ruồi giả ong (Syrphidae). Loài này được Wiedemann mô tả khoa học đầu tiên năm 1830. Xanthandrus bucephalus phân bố ở vùng Cổ Bắc giới